# Friedenskirche Wildau

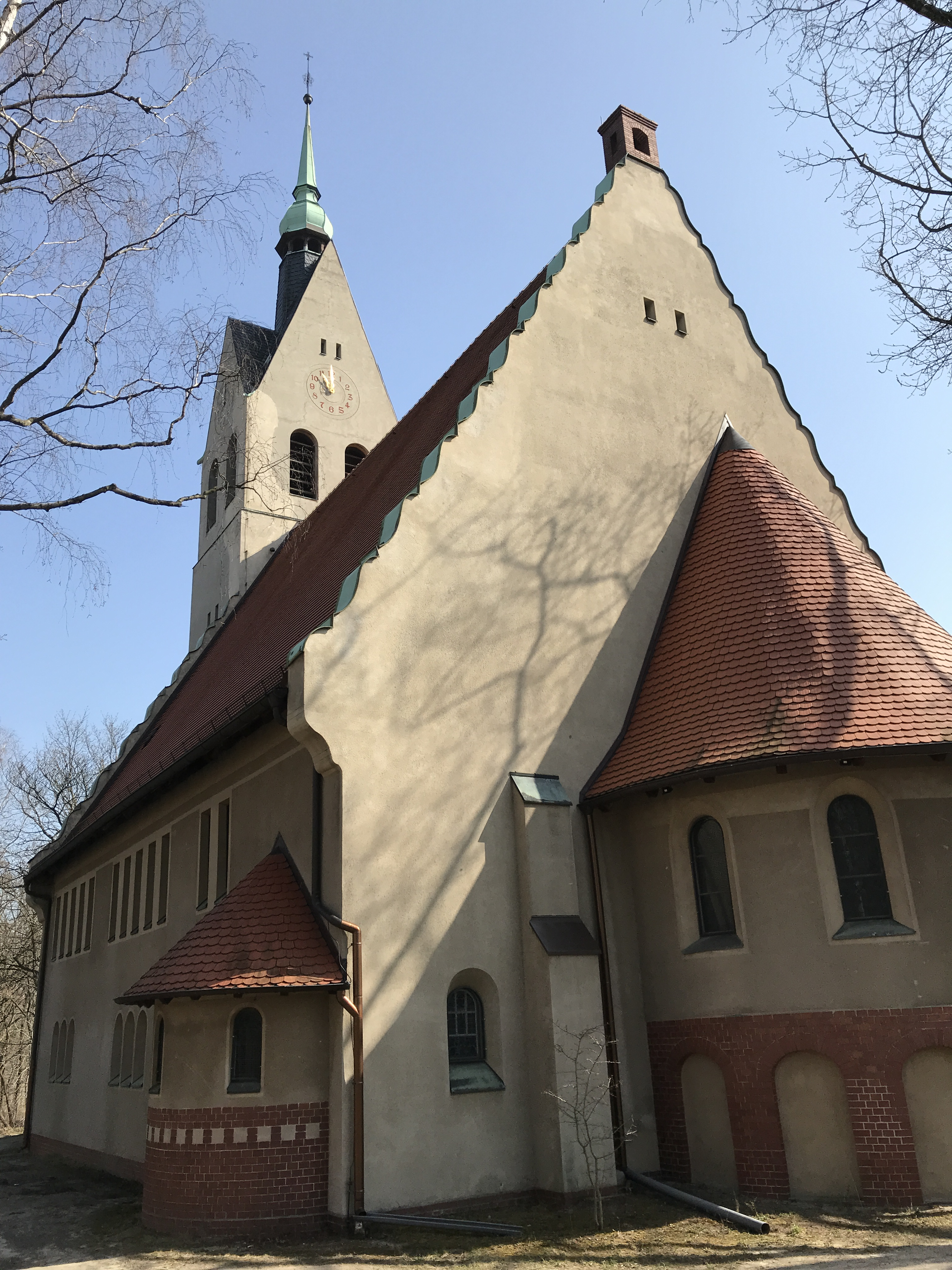
Friedenskirche Wildau

Die evangelische Friedenskirche Wildau ist eine gesüdete Saalkirche in Wildau, einer Stadt im Landkreis Dahme-Spreewald im Land Brandenburg. Die Kirchengemeinde gehört zum Kirchenkreis Neukölln der Evangelischen Kirche Berlin-Brandenburg-schlesische Oberlausitz.

## Lage
Die Bergstraße führt von Nordwesten kommend in südöstlicher Richtung am historischen Stadtkern vorbei. Südlich verläuft einige Meter höher liegend die Kirchstraße. Dort steht das Bauwerk südlich der Straße auf einem nicht eingefriedeten Grundstück.

## Geschichte
Zwar wurde der Ort bereits im Landbuch Karls IV. erstmals urkundlich erwähnt, doch erst mit der Ansiedlung des Maschinenbauunternehmens Berliner Maschinenbau-Actien-Gesellschaft (BMAG), vormals Louis Schwartzkopff, im Jahr 1897 erlangte Wildau Bedeutung als Industriestandort. 1900 gründete sich eine evangelische Kirchengemeinde, die einen eigenen Sakralbau wünschte. Nach einem Entwurf des Königlichen Baurats Georg Büttner entstand daher in den Jahren 1908 bis 1911 ein barock inspirierter Entwurf im Heimatstil. Sie diente als Kirche für die Werkssiedlung der BMAG. Zwischen 1972 und 1986 wurde das Bauwerk erstmals restauriert. 1996 bestand Einsturzgefahr, nachdem ein Schwammbefall festgestellt wurde. 1999 wurde die Kirche nach aufwändiger Dach-Sanierung wieder geweiht, die Ausmalung im Inneren konnte aber erst 2016 fertig gestellt werden.

## Baubeschreibung

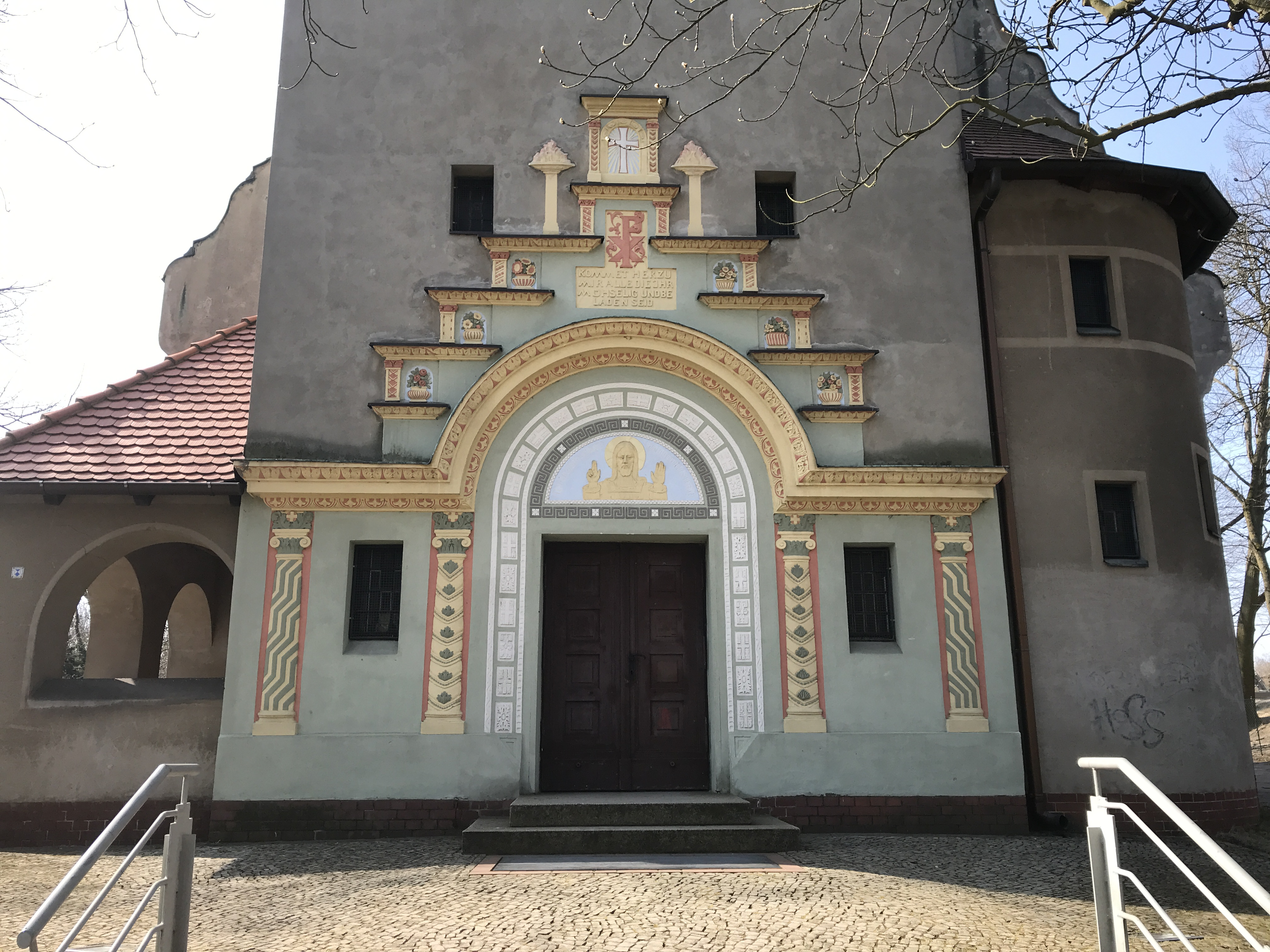
Nordportal

Das Bauwerk wurde im Wesentlichen aus Mauersteinen errichtet, die anschließend verputzt wurden. Einzelne Stilelemente sind in rötlichen Mauersteinen ausgeführt. Das Kirchenschiff hat einen rechteckigen Grundriss und ein hohes Satteldach zwischen Schweifgiebeln. Am südlichen Ende wird es von einer Kaminhaube überragt. Darunter befindet sich der stark eingezogene, halbrunde Chor. Im Sockelbereich zieren ihn sechs Rundbogen-Blenden aus Mauerstein, darüber fünf Rundbogenfenster mit Glasmalereien und abgefasten Laibungen, gefolgt von einem Kegeldach. Die südliche Seite ist weitgehend geschlossen; es gibt westlich vom Chor lediglich ein kleines Rundbogenfenster, neben einem zweifach getreppten Strebepfeiler. Im Giebel sind zwei kleine, hochrechteckige Öffnungen. Die westliche Seite des Langhauses wird von mehreren Fenstergruppen dominiert. Im unteren Bereich sind zwei Gruppen mit je drei gekuppelten, kleinen Rundbogenfenstern. Im oberen Bereich werden sie durch drei Fenstergruppen ergänzt, die aus zwei Gruppen mit je fünf hochrechteckigen Fenstern bestehen. Ergänzt werden sie durch zwei weitere Fenster im Süden der Fassade. Südlich unterhalb befindet sich in einem halbkreisförmigen Anbau, der hälftig mit rötlichem Mauerstein verziert ist und durch drei kleine Rundbogenfenster belichtet wird, eine Taufkapelle. An der Ostseite verwendete Büttner eine andere Gliederung. Der Sockel ist mit Mauersteinen verziert; darin Rundbogenblenden. Oberhalb finden sich vier, jeweils paarweise angeordnete, große Rundbogenfenster, die sich fast über die gesamte Fassade erstrecken. Im südlichen Bereich ist eine Sakristei vorgebaut, die von Osten über eine 4-stufige Treppe betreten werden kann. Die Sakristei ist der einzige unterkellerte Bereich der Kirche (Zugang von Norden). Sie hat auf der Ostseite drei rechteckige Fenster, im Norden eines. Der Anbau ist mit einem nach Osten orientierten, verputzten Schweifgiebel mit  Ochsenauge verziert, der die Formensprache des Kirchenschiffes wiederholt.
Der Turm mit quadratischem Grundriss ist gegenüber dem Schiff leicht eingezogen und ihm im Norden vorgelagert. Er enthält im Erdgeschoss den Zugang zur Kirche durch eine große, zweiflügelige Tür an der Nordseite. Das Tor ist in ein reich geschmücktes Rundbogenportal mit vier ornamentierten Pilastern und einem Relief des segnenden Christus im Tympanon unter einer Archivolte eingebettet. Oberhalb des Rundbogens findet sich ein farblich aufwendig gestalteter, treppenartiger Giebel, begleitet von zwei rechteckigen Fenstern. Das mittlere Turmgeschoss weist ein kleines Fenster nach Norden auf, das darüber liegende Geschoss hat ähnlich kleine Rechteck-Fenster nach Osten, Westen und Norden. Im Glockengeschoss sind an jeder Seite zwei rundbogenförmige Klangarkaden, darüber in Spitzgiebeln des Daches je eine Turmuhr. Der Turm schließt über einer achteckigen hölzernen Arkade mit einem Turmhelm und Kreuz ab.
Auf der Ostseite wird der Turmfuß von einer rechteckigen Arkade mit Rundbögen und Nebeneingang über eine Treppe flankiert, auf der Westseite durch einen abgerundeten Treppenhaus-Anbau mit Rechteckfenstern, der einen zweiten Nebeneingang vorhält. 
Alle Dächer sind mit Biberschwanzziegeln gedeckt, der Turm jedoch mit Schiefer, die Turmhaube ist mit Kupfer verkleidet.

## Ausstattung
Die Glasmalereien in der Altarapsis schufen Rudolf und Otto Linnemann aus Frankfurt am Main, sie zeigen neutestamentliche szenische Darstellungen.
Der ursprünglich vorhandene Altar und die Kanzel wurden in den 1960er Jahren nach einem Befall mit Holzwurm durch eine neuzeitliche Ausstattung ersetzt. Erhalten geblieben sind lediglich das Altarkreuz und die Retabel: eine Darstellung des segnenden Christus mit Kelch, die Otto Linnemann signiert hat. Das Gestühl stammt noch aus der Bauzeit. 
Der Saal ist ausgemalt und mit einem hölzernen Tonnengewölbe versehen, das mit geometrischen Motiven verziert ist. Mit reicher Ornamentierung versehen ist auch die Taufapsis, deren angedeutetes Säulen-Portal ein Gotteslamm schmückt. 
Eine ebenfalls bemalte, abgetreppte Empore zieht sich von der West- zur Nordseite, wo sich die Orgel der Manufaktur Schuke Orgelbau aus dem Jahr 1911 mit 22 Registern auf zwei Manualen und Pedal befindet. Ihr Prospekt ist mit neobarockem Schnitzwerk verziert.

## Glocken
Im Kirchturm der Kirche hängen drei Glocken aus Gussstahl, die 1922 von der Kunst- und Glockengießerei Lauchhammer gegossen wurden.
| Glocke | Name               | Gewicht | Durchmesser | Schlagton |
| ------ | ------------------ | ------- | ----------- | --------- |
| 1      | Sterbeglocke       | 1400 kg | 1500 mm     | f′        |
| 2      | Betglocke          | 900 kg  | 1300 mm     | as′       |
| 3      | Vater-Unser-Glocke | 400 kg  | 1000 mm     | ces″      |